# Rikove
Rikove (en ucraniano: Рикове, romanizado: Rykove; en ruso: Рыково, romanizado: Rykovo) es un pueblo ucraniano perteneciente al óblast de Jersón. Situada en el sur del país, forma parte del raión de Geníchesk y del municipio (hromada) de Novotroitske. 
El pueblo se encuentra ocupado por Rusia desde febrero de 2022 en el marco de la invasión rusa de Ucrania.

## Toponimia
El pueblo también recibe otros nombres en lenguas de importancia local (en tártaro de Crimea: Orta-Quyu). Durante la era soviética y hasta 2016, cuando se cambió su denominación de acuerdo con las leyes de descomunización de Ucrania, se llamaba Partizani (en ucraniano: Партизани, romanizado: Partyzany; en ruso: Партизаны, romanizado: Partizany).

## Geografía
Rikove se encuentra 26 km al norte de Geníchesk y a unos 205 km al este de Jersón.

## Historia
El tramo del ferrocarril Melitópol-Simferópol se puso en funcionamiento el 14 de octubre de 1874. En el mismo 1874, se fundó la estación de Rikovo, sentando las bases para el pueblo actual.
En enero de 1918, el poder soviético se estableció por primera vez en el pueblo. Durante los siguientes 2 años, Rikove se vio envuelta en la guerra civil rusa hasta que en 1920 el pueblo fue finalmente ocupado por el Ejército Rojo.
El 31 de octubre de 1943 el pueblo fue liberado de la ocupación alemana en la Segunda Guerra Mundial.
En 1960, Rikovo pasó a llamarse Partizani y recibió el estatus de asentamiento de tipo urbano.
El 19 de mayo de 2016, la Rada Suprema de Ucrania adoptó la decisión de cambiar el nombre de Partizani a Rikove de acuerdo con la ley que prohíbe los nombres de origen comunista. Hasta el 18 de julio de 2020, Rikove fue parte del raión de Novotroitske. El raión se abolió en julio de 2020 como parte de la reforma administrativa de Ucrania, que redujo el número de rayones del óblast de Jersón a cinco. El área del raión de Novotroitske se fusionó con el raión de Geníchesk.En 2023, Rikove perdió el estatus de asentamiento de tipo urbano debido a la eliminación de este estatus administrativo en la legislación ucraniana.

## Demografía
La evolución de la población de Rikove entre 2001 y 2022 fue la siguiente:
| 3911                                                          | 3604 | 3567 | 3514 | 3524 | 3487 |
| (Fuente: Cities & Towns of Ukraine y UKRAINE: Größere Städte) |      |      |      |      |      |

Según el censo de 2001, la lengua materna de la mayoría de los habitantes, el 39,81%, es el ucraniano; del 31,14% es el ruso y del 1,28%, el tártaro de Crimea.

## Economía
El pueblo tiene un ascensor, un almacén transfronterizo, una serie de pequeñas empresas y empresas agrícolas.

## Infraestructura

### Transporte
Rikove se encuentra en la vía férrea que conecta Melitópol con Novoleksivka y que continúa hasta Dzhankói; sin embargo, después de la anexión de Crimea por parte de la Federación Rusa, se suspendió todo el tráfico a Crimea. También se encuentra en la autopista M18, que conecta Járkiv a través de Dnipró, Zaporiyia y Melitópol con Crimea.